# Pachybela eremica
Pachybela eremica är en fjärilsart som beskrevs av Turner 1917. Pachybela eremica ingår i släktet Pachybela och familjen praktmalar, Oecophoridae. Inga underarter finns listade i Catalogue of Life.